# 1962년 7월 5일 경기장
1962년 7월 5일 경기장(아랍어: ملعب 5 جويلية 프랑스어: Stade du 5 Juillet 1962)은 알제리에 있는 축구 및 육상 경기장으로, 알제리의 독립 기념일을 따서 이름이 붙여졌다. 엘 제자이르 경기장(El Djezair Stadium)으로도 알려져 있다.
1972년 완공되었으며, 알제에 위치해 있다. 완공 당시 수용 인원은 95,000명이었으며, 2000년대 이후 수용 인원이 85,000명으로 조정되었다. 또한 2010년 3월 3일 세르비아와의 A매치 경기에서 110,000명이 입장해 기록을 세운 바 있다.

## 대회
- 1978년 올아프리카 게임 주경기장
- 1990년 아프리카 네이션스컵
- 2004년 팬아랍 게임 주경기장